# Idaea nitidularia
Idaea nitidularia är en fjärilsart som beskrevs av Herrich-Schäffer 1852. Idaea nitidularia ingår i släktet Idaea och familjen mätare. Inga underarter finns listade i Catalogue of Life.